# Diari (Arthur Schnitzler)
Diari (Briefe) è un diario scritto da Arthur Schnitzler tra il 1879 e il 19 ottobre 1931.

## Trama
Quest'opera oltre a svelare la particolare vocazione letteraria del medico/scrittore, ci rappresenta con toni spesso drammatici il suo conflitto con il padre, famoso medico laringologo, che aveva previsto per il figlio la sua stessa carriera. In effetti Arthur Schnitzler divenne medico e ne intraprese la professione. Solo dopo la morte del padre (1893), con una decisione assai sofferta, la abbandonò per dedicarsi interamente alla creazione artistica.
La problematica del difficile rapporto con il padre, la cui figura compare molto spesso nei sogni dello scrittore con i suoi atteggiamenti prevaricanti e critici, non influì in maniera particolarmente negativa su Arthur Schnitzler, che nei Diari dimostra una notevole abilità nel vedere il quotidiano dell'epoca e dell'ambiente in cui vive.
In questo "quotidiano" compare tutta la società austriaca dalla nobiltà, alla borghesia, al ceto medio sino agli strati minori (sartine e commesse), e largo spazio occupano anche problemi letterari, politici, sociali.
E in questo "quotidiano" si incontrano nomi illustri, quali Freud, Baudelaire, Nietzsche, Wagner e Mahler.

## Edizioni
- Arthur Schnitzler, Diari, traduzione di Giuseppe Farese, collana le Comete, Feltrinelli, 2006,  p. 572, ISBN 88-07-53016-3.